# Zarabianie ciasta
Uzasadnienie: Poparcie integracji tego i Wyrabianie ciasta w Wikipedia:Kawiarenka/Artykuły#Zarabianie_ciasta_i_interwiki, podobne terminy, wystarczy opisanie tego w sekcji hasła głównego

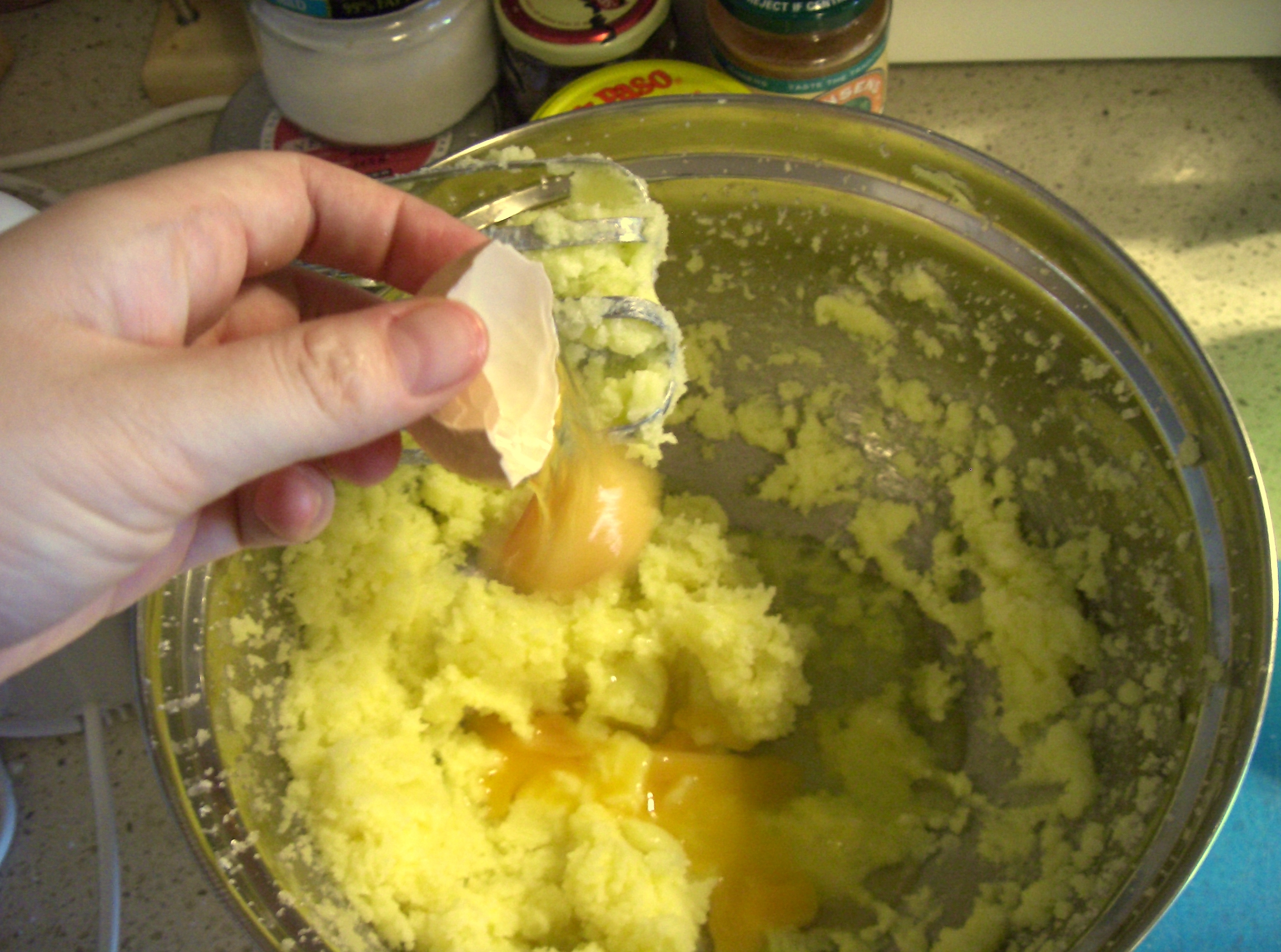
Łączenie składników

Zarabianie − pierwsza część procesu przygotowywania ciast.
Zarabianie poprzedzone jest przesiewaniem mąki, co ma na celu jej spulchnienie poprzez napowietrzenie i wyodrębnienie ewentualnych ciał obcych (zanieczyszczeń). Samo zarabianie polega na połączeniu mąki z płynem oraz pozostałymi składnikami. Ilość płynu zależna jest od rodzaju ciasta, wilgotności mąki, a także liczby składników już zawierających w sobie płyny. Po zarobieniu ciasto podlega procesowi wyrabiania.